# Lixophaga plumosula
Lixophaga plumosula är en tvåvingeart som först beskrevs av Townsend 1927.  Lixophaga plumosula ingår i släktet Lixophaga och familjen parasitflugor.
Artens utbredningsområde är Peru. Inga underarter finns listade i Catalogue of Life.